# Olga Ladyzhenskaya
Olga Aleksandrovna Ladyzhenskaya (em russo:  Ольга Александровна Ладыженская; Kologriv, oblast de Kostroma, 7 de março de 1922 — São Petersburgo, 12 de janeiro de 2004) foi uma matemática russa.
Conhecida por seu trabalho em equações diferenciais parciais (especialmente no décimo-nono problema de Hilbert) e em fluidodinâmica. Ela forneceu a primeira prova matemática da convergência de um método das diferenças finitas para as equações de Navier-Stokes. Foi aluna de Ivan Petrovsky e premiada com a Medalha de Ouro Lomonossov em 2002.
Foi palestrante convidada do Congresso Internacional de Matemáticos em Varsóvia (1983 - On finding symmetrical solutions of field theories variational problems), em Estocolmo (1962 - Quasi-linear equations of parabolic and elliptic types) e em Moscou (1966 - Über einige nichtlineare Aufgaben der Theorie kontinuierlicher Medien).

## Publicações
- Ladyzhenskaya, O. A. (1969) [1963], The Mathematical Theory of Viscous Incompressible Flow, Mathematics and Its Applications, 2 Revised Second ed. , New York–London–Paris–Montreux–Tokyo–Melbourne: Gordon and Breach, pp. XVIII+224, MR 0254401, Zbl 0184.52603.
- Ladyženskaja, O. A.; Solonnikov, V. A.; Ural'ceva, N. N. (1968), Linear and quasi-linear equations of parabolic type, Translations of Mathematical Monographs, 23, Providence, RI: American Mathematical Society, pp. XI+648, MR 0241821, Zbl 0174.15403.
- Ladyzhenskaya, Olga A.; Uralt'seva, Nina N. (1968), Linear and Quasilinear Elliptic Equations, Mathematics in Science and Engineering, 46, New York and London: Academic Press, pp. XVIII+495, MR 0244627, Zbl 0164.13002.
- Ladyzhenskaya, O. A. (1985), The Boundary Value Problems of Mathematical Physics, ISBN 0-521-39922-X, Applied Mathematical Sciences, 49, Berlin–Heidelberg–New York: Springer Verlag, pp. XXX+322, MR 0793735, Zbl 0588.35003 (traduzido pro Jack Lohwater).
- Ladyzhenskaya, O. A. (1991), Attractors for Semigroups and Evolution Equations, Lezioni Lincee, Cambridge: Cambridge University Press, pp. xi+73, MR 1133627, Zbl 0755.47049.